# Scena di Canterbury
La cosiddetta "scena di Canterbury" (in inglese Canterbury scene, o Canterbury sound) fu una corrente del rock progressivo sviluppata da alcuni gruppi musicali dei tardi anni sessanta e dei primi settanta legati alla città inglese di Canterbury, nel Kent. Questo sottogenere annovera opere e artisti piuttosto eterogenei, ma legati dal tentativo di contaminare un insieme di generi che comprendevano il rock psichedelico, il jazz, la musica d'avanguardia e la musica elettronica, facendo uso di testi con forti connotazioni surreali. Fra le band e i musicisti più influenti di questa corrente si possono citare i Soft Machine di Robert Wyatt (e i lavori da solista di quest'ultimo), i Gong dell'australiano Daevid Allen, gli Egg, i Caravan, gli Hatfield and the North, gli Henry Cow, Hugh Hopper e Kevin Ayers.

## Storia

### I Wilde Flowers e il Daevid Allen Trio

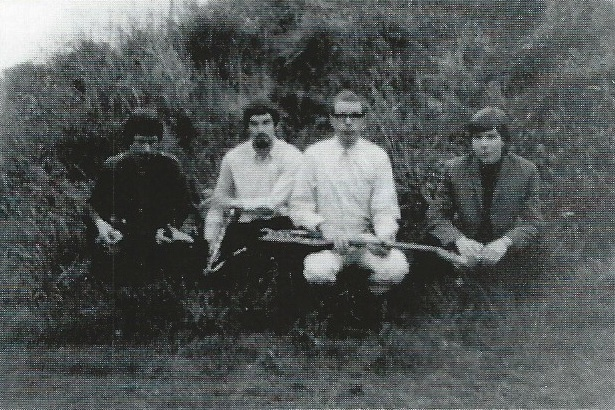
I Wilde Flowers nel 1965

Le origini della scena di Canterbury si possono far risalire alla metà degli anni cinquanta, quando un gruppo di studenti della scuola elementare Simon Langton di Canterbury fanno conoscenza. Di questo gruppo fanno parte tra gli altri i due fratelli Hugh e Brian Hopper, Robert Wyatt, Dave Sinclair e Mike Ratledge. Negli anni successivi la loro amicizia è cementata dal comune interesse per la musica, e passano i pomeriggi in casa di Robert Wyatt ad ascoltare jazz e a strimpellare brani famosi.
Nel 1960 il chitarrista australiano Daevid Allen affitta una stanza nella casa di Wyatt. Il suo stile di vita anticonformista e la sua passione per il jazz colpiscono favorevolmente i ragazzi, ed eserciteranno una grande influenza sulla loro formazione musicale.
Verso la fine del 1962, sempre in casa Wyatt, iniziano le prime registrazioni di quello che è il primo nucleo del gruppo, vi partecipano i due Hopper, Brian alla chitarra e al sax, Hugh al basso, Wyatt alla batteria e Ratledge al piano. Nelle registrazioni che seguono cominciano a suonare altri musicisti.
Allen, che nel frattempo si era trasferito a Londra, invita Wyatt nel 1963 a raggiungerlo, dopo un po' si unisce a loro Hugh Hopper ed insieme formano il Daevid Allen Trio, che si esibisce in alcune date in Inghilterra alternando brani di free-jazz alla lettura di poesie beat. Ai concerti del trio si unisce a volte Ratledge in qualità di ospite, come nella data del giugno 1963 al Marquee Club di Londra, la cui registrazione verrà pubblicata nel 1993 dalla etichetta Voiceprint Records con il titolo Live 1963. La mancanza di ingaggi fa perdere fiducia al gruppo che si scioglie dopo poche settimane.
L'irrequieto Daevid si trasferisce a Deià nell'isola di Maiorca, dove da anni soggiorna una comunità di artisti della Beat Generation, e dove spesso soggiorneranno anche molti dei musicisti di Canterbury, tanto che può essere considerata la culla dei Gong e dei Soft Machine. Qui viene raggiunto da Wyatt ed Ayers con i quali passa una densa estate ricca di serate musicali. Nello stesso periodo Hugh, il fratello Brian ed il quindicenne Richard Sinclair formano ufficialmente i Wild Flowers, che col rientro di Wyatt ed Ayers assumono il nome Wilde Flowers in omaggio allo scrittore irlandese Oscar Wilde.
Le registrazioni dei Wilde si fanno sempre più frequenti e coinvolgono sempre più musicisti, saranno attivi fino al 1969, e l'unico loro album che vedrà la luce sarà pubblicato solo nel 1993 con il titolo The Wilde Flowers. Con l'uscita di Ayers, cui fa seguito quella di Wyatt, che vanno a formare i Soft Machine nel 1966, i Wilde Flowers saranno egemonizzati dai membri che invece usciranno nel 1968 per formare i Caravan.

### I Soft Machine

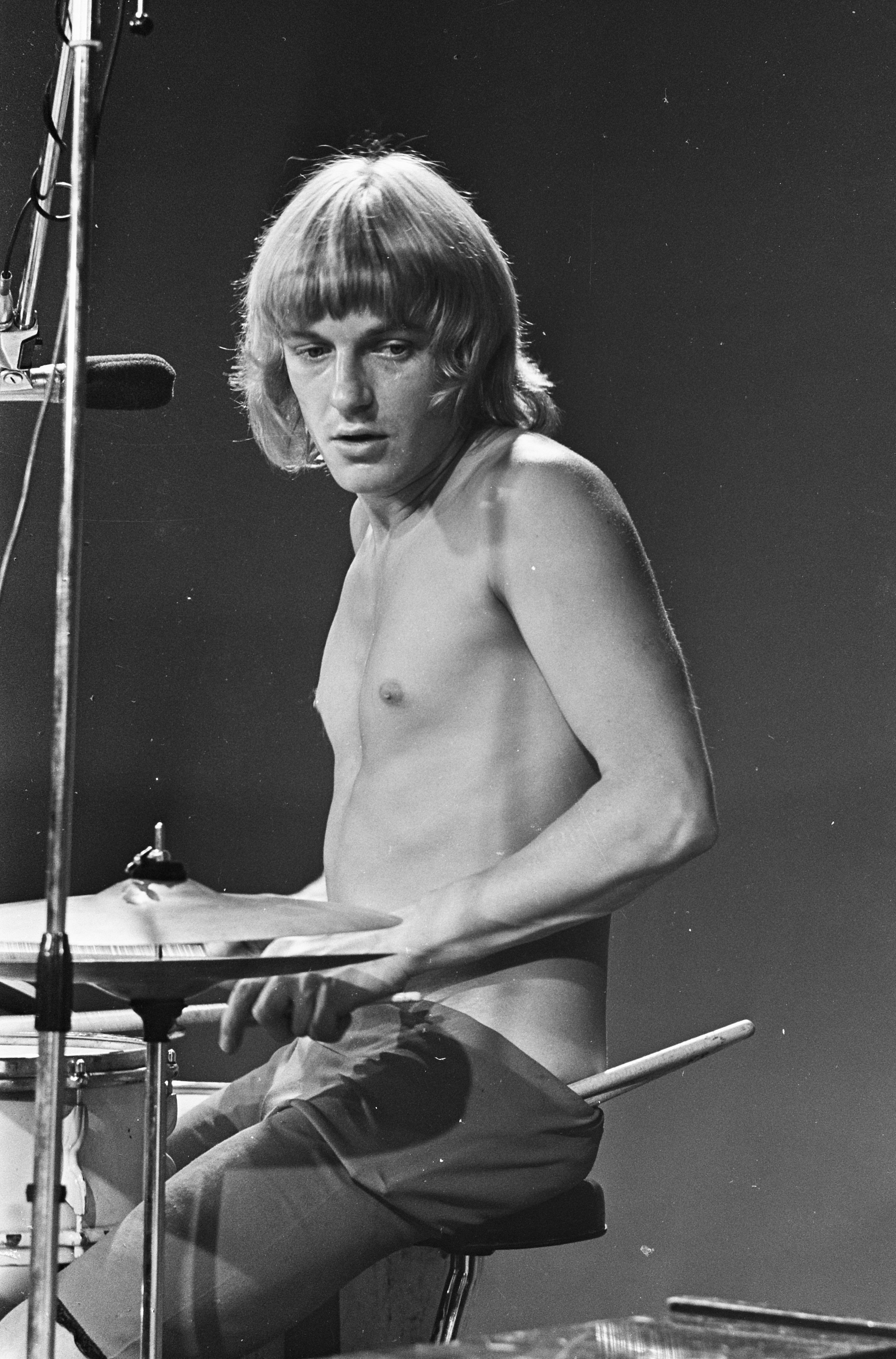
Robert Wyatt nel 1967 durante un'esibizione dei Soft Machine

Nel 1966 Kevin Ayers e Daevid Allen sono a Deià dove convincono un ricco americano a finanziare un nuovo gruppo, tornano a Canterbury e trascinano Robert Wyatt e Mike Ratledge nella nuova avventura, nascono così nel maggio del 1966 i "Mister Head" che in agosto prendono il nome Soft Machine, il gruppo probabilmente più influente della scena di Canterbury. In seguito entra nella band anche Hugh Hopper, all'inizio solo come road manager, partecipando però anche alle prove e componendo dei brani, per poi diventarne il bassista quando Ayers se ne andrà dopo la pubblicazione del primo album, rimanendo fino al 1973.
L'incontro con il produttore Giorgio Gomelsky, un personaggio che sarà fondamentale anche per la carriera dei Gong, permette ai Soft di registrare dei demo che verranno pubblicati solo nel 1972 con il titolo Faces And Places Vol.7 (in altre edizioni At the Beginning e Jet-Propelled Photographs), in quello che avrebbe potuto essere il loro primo Lp. Diventano in breve una "cult band" della scena psichedelica londinese e Gomelsky finanzia la tournée estiva francese che ottiene un successo clamoroso.
Al rientro da questo tour a Daevid Allen non viene concesso il visto di rientro in Inghilterra per irregolarità dei documenti, deve così lasciare la band e tornare in Francia dove da lì a poco fonderà i Gong.
I lavori successivi dei Soft Machine rappresentano una miscela inedita di rock psichedelico e fusion; il terzo album, Third, è considerato il loro capolavoro e il brano "Moon in June" si può considerare uno dei pezzi più rappresentativi della storia del rock progressivo nel suo insieme.
Con l'arrivo del sax contralto di Elton Dean e degli altri strumenti a fiato presenti in Third, i Soft Machine iniziano una parabola che li porta sempre più lontani dal rock in senso stretto e sempre più indirizzati ad un free jazz impeccabile quanto algido. Dopo la pubblicazione del quarto album, Fourth, e l'uscita di Wyatt nel 1971, la band comincia un lento declino fino allo scioglimento che avviene nel 1984.

### Matching Mole e lavori solisti di Wyatt

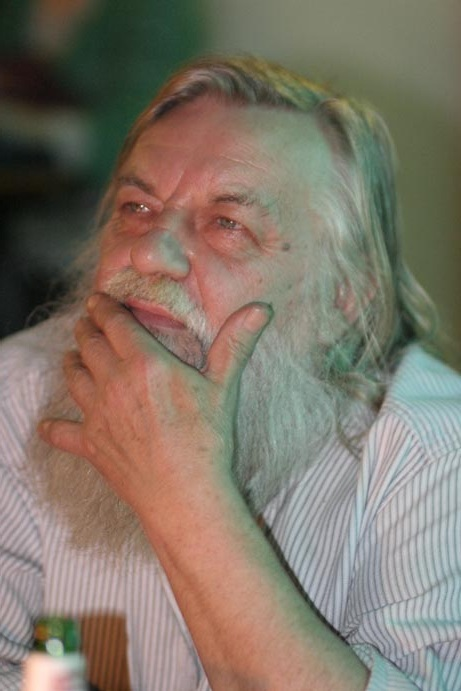
Robert Wyatt nel 2006

Insoddisfatto dell'evoluzione musicale dei Soft e bisognoso di esprimere compiutamente il suo talento, Wyatt inizia la carriera solista con The End of an Ear nel 1970, per poi lasciare definitivamente la band. Nel 1971 fonda i Matching Mole, altro gruppo che contribuisce in modo sostanziale alla storia della scena di Canterbury, pur pubblicando due soli album, entrambi nel 1972 (Matching Mole e Little Red Record), per poi sciogliersi subito dopo.
Mentre si inizia a discutere della rifondazione del gruppo con l'ingresso del trombettista Mongezi Feza, Wyatt è vittima nel 1973 di un pauroso incidente che lo costringe sulla sedia a rotelle e abbandona il progetto. Torna quindi a dedicarsi alla sua carriera solista con un altro album considerato uno dei capolavori del genere, Rock Bottom del 1974, ed il bizzarro quanto divertente Ruth Is Stranger Than Richard del 1975.
Dopo essersi iscritto al Partito Comunista di Gran Bretagna, nel corso degli anni ottanta Robert pubblica lavori caratterizzati da un forte impegno sociale, per tornare alle atmosfere del pop solo nel 1997, con l'uscita dell'album Shleep. Oltre ad aver sfornato una serie di album di grande livello, Wyatt si à distinto anche con le sue partecipazioni nei dischi di grandi musicisti. Nel 2010 à uscito ...For the Ghosts Within, album che spazia tra le atmosfere del pop e quelle del jazz.

### I Caravan
Intanto l'avventura Wilde Flowers nel 1968 volgeva al termine, e quattro dei suoi componenti lasciano la band per formare i Caravan, un gruppo che inaugura il troncone del rock melodico della scena di Canterbury, pur non disdegnando le contaminazioni della psichedelia e della fusion. Influenzeranno diversi altri gruppi di questo genere musicale, tra tutti i Camel e i Mirage.
Tra i membri fondatori i due cugini Dave e Richard Sinclair, che in seguito lasceranno il gruppo e collaboreranno con altre band di Canterbury.
Il gruppo ha suonato ad intermittenza negli anni successivi, in particolare vi è stata un'interruzione durata dal 2005 al 2010 a causa dei problemi di salute del batterista, il membro originale Richard Coughlan, che è stato rimpiazzato ed i Caravan hanno ripreso ad esibirsi. Nel 2018 hanno organizzato un tour per celebrare i 50 anni dalla fondazione.

### Altri gruppi di Canterbury
Tra le altre band della stessa epoca vanno citati gli Henry Cow di Fred Frith e gli Hatfield and the North di Richard Sinclair. Questi ultimi, noti da un certo momento in poi col nome di National Health, furono quelli più direttamente legati alla tradizione dei Soft Machine ed hanno all'attivo collaborazioni sia di Wyatt che di Phil Miller dei Matching Mole. Il loro album The Rotters' Club (1975) viene da alcuni considerato uno dei capolavori del genere.

### I Gong

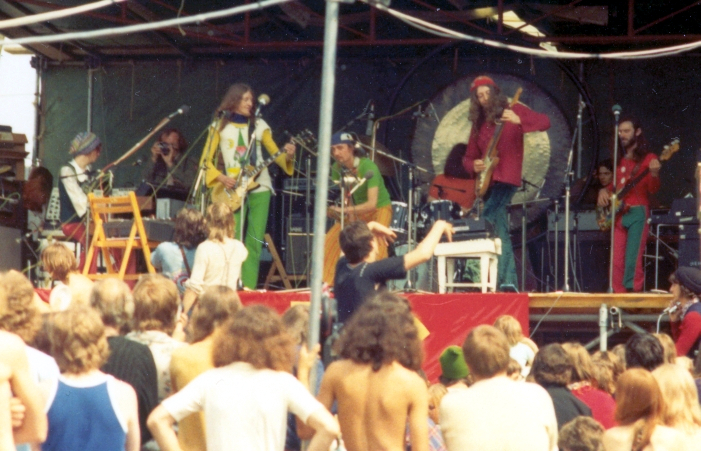
I Gong, Hyde Park, 1974

Un'appendice della Scena di Canterbury è costituita dalla nascita del gruppo anglo-francese dei Gong nel 1969.
La loro storia ha origine da una visione che Daevid Allen ebbe durante la luna piena nella pasqua del 1966, ed è a partire da questa visione che comincia ad elaborare tutta la filosofia e la mitologia Gong.
Il loro leader, Daevid Allen, era stato il primo chitarrista e fondatore dei neonati Soft Machine ma, respinto alla frontiera dalle autorità britanniche, si trasferisce in Francia, dove costituisce nel 1967 il primo nucleo dei Gong con la sua nuova compagna Gilli Smyth ed il sassofonista francese Didier Malherbe. Attorno ai tre si formerà una vastissima cerchia di musicisti che ritroveremo anche in altre band di Canterbury, fra gli altri il chitarrista Steve Hillage, autore anche di una carriera solista di rilievo, ed il batterista Pip Pyle, che farà poi parte degli Hatfield and the North.
I Gong si impongono con una musica pirotecnica, dove la sperimentazione e la psichedelia si fondono con spassosi testi anarchici e dissacranti, una specie di dadaismo musicale che non aveva simili in Europa. Nonostante il gruppo nasca e sia attivo soprattutto in Francia, i Gong e i gruppi da essi derivati sono considerati parte della scena di Canterbury per la continuità artistica che esiste fra i loro lavori e quelli dei gruppi dell'area dei Soft Machine. La band è tuttora attiva dopo diversi scioglimenti e altrettante reunion e dopo la morte dei fondatori Allen, nel 2015, e Smyth nel 2016.

## Lista parziale di gruppi, etichette e musicisti della scena di Canterbury
Gruppi musicali
La prima band di Canterbury:
- The Wilde Flowers

Le cinque band principali di Canterbury:
- Soft Machine
- Caravan
- Gong
- Hatfield and the North
- Camel

Altri gruppi:
- National Health
- Caravan of Dreams
- Comus
- Daevid Allen Trio
- Delivery
- Egg
- Gilgamesh
- Henry Cow
- In Cahoots
- Isotope
- Khan
- Matching Mole
- Mashu
- Mirage
- Pierre Moerlen's Gong
- The Polite Force
- Quiet Sun
- Soft Heap
- Short Wave

Etichette discografiche
- Burning Shed
- BYG Records
  - BYG Actuel Records (sussidiaria della BYG)
- Columbia Records
- Cuneiform Records
- Harvest Records (EMI)
- Recommended Records
- Vertigo Records
- Virgin Records
  - Caroline Records (sussidiaria della Virgin)
- Voiceprint Records

Musicisti
- Laurie Allan (Gong, Delivery)
- Daevid Allen (Wilde Flowers, Soft Machine, Gong, Brainville etc.)
- Kevin Ayers (Wilde Flowers, Soft Machine, Gong)
- Mireille Bauer (Gong, John Greaves Band)
- Mont Campbell (Uriel, Egg, Arzachel, National Health, Hatfield and the North)
- Lindsay Cooper (Henry Cow, Feminist Improvising Group, Mike Oldfield, National Health, Mike Westbrook Orchestra, News from Babel)
- Lol Coxhill (Delivery, Kevin Ayers & The Whole World)
- Chris Cutler (Ottawa Music Company, Henry Cow, Art Bears, News from Babel, Peter Blegvad Trio)
- Elton Dean (Keith Tippett Sextet, Soft Machine, Just Us, Centipede, Soft Heap/Soft Head, In Cahoots, Pip Pyle's Equip'Out)
- Fred Frith (Henry Cow, Art Bears)
- Miquette Giraudy (Gong, System 7)
- Alan Gowen (Gilgamesh, National Health, Soft Heap/Soft Head)
- John Greaves (Henry Cow, National Health, Soft Heap, Peter Blegvad Trio)
- Jimmy Hastings  (Caravan, Caravan of Dreams, Hatfield and the North, National Health, Soft Machine)
- Pye Hastings (Wilde Flowers, Caravan)
- Mark Hewins (Sinclair and the South, The Polite Force, Soft Heap, Gong, Mashu, Caravan of Dreams)
- Steve Hillage (Uriel, Arzachel, Khan, Kevin Ayers, Gong, System 7)
- Tim Hodgkinson  (Henry Cow)
- Allan Holdsworth (Soft Machine, Gong, Bruford, UK)
- Hugh Hopper (Wilde Flowers, Soft Machine, Isotope, Soft Heap/Soft Head, In Cahoots, Pip Pyle's Equip'Out)
- Brian Hopper (Wilde Flowers, Soft Machine)
- Karl Jenkins (Nucleus, Soft Machine, Adiemus)
- Geoff Leigh (Henry Cow, The Black Sheep)
- Dave MacRae (Matching Mole, Soft Machine)
- Didier Malherbe (Gong, Hatfield and the North)
- Phil Miller (Delivery, Matching Mole, Hatfield and the North, National Health, In Cahoots, Richard Sinclair Band, Hugh Hopper Band)
- Pierre Moerlen (Gong, Mike Oldfield Band, Gongzilla)
- Francis Moze (Gong)
- François Ovide (John Greaves Group)
- Pip Pyle (Delivery, Gong, Hatfield and the North, National Health, Soft Heap, In Cahoots, Pip Pyle's Equip'Out, John Greaves Band, Hugh Hopper Band)
- Mike Ratledge (Soft Machine, Adiemus)
- Geoff Richardson (Spirogyra, Caravan)
- Dave Sinclair (Wilde Flowers, Caravan, Matching Mole, Hatfield and the North, The Polite Force, Camel)
- Richard Sinclair (Wilde Flowers, Caravan, Delivery, Hatfield and the North, Sinclair and the South, Camel, In Cahoots, Caravan of Dreams)
- Gilli Smyth (Gong, Mother Gong etc.)
- Dave Stewart (Uriel, Egg, Arzachel, Ottawa Music Company, Khan, Hatfield and the North, Gong, National Health, Bruford, Rapid Eye Movement)
- Andy Ward (Camel, Marillion, Caravan of Dreams, Mirage)
- Robert Wyatt (Wilde Flowers, Soft Machine, Matching Mole)

## Filmografia
- 2015 – Romantic Warriors III: Canterbury Tales